# Juegos inflables

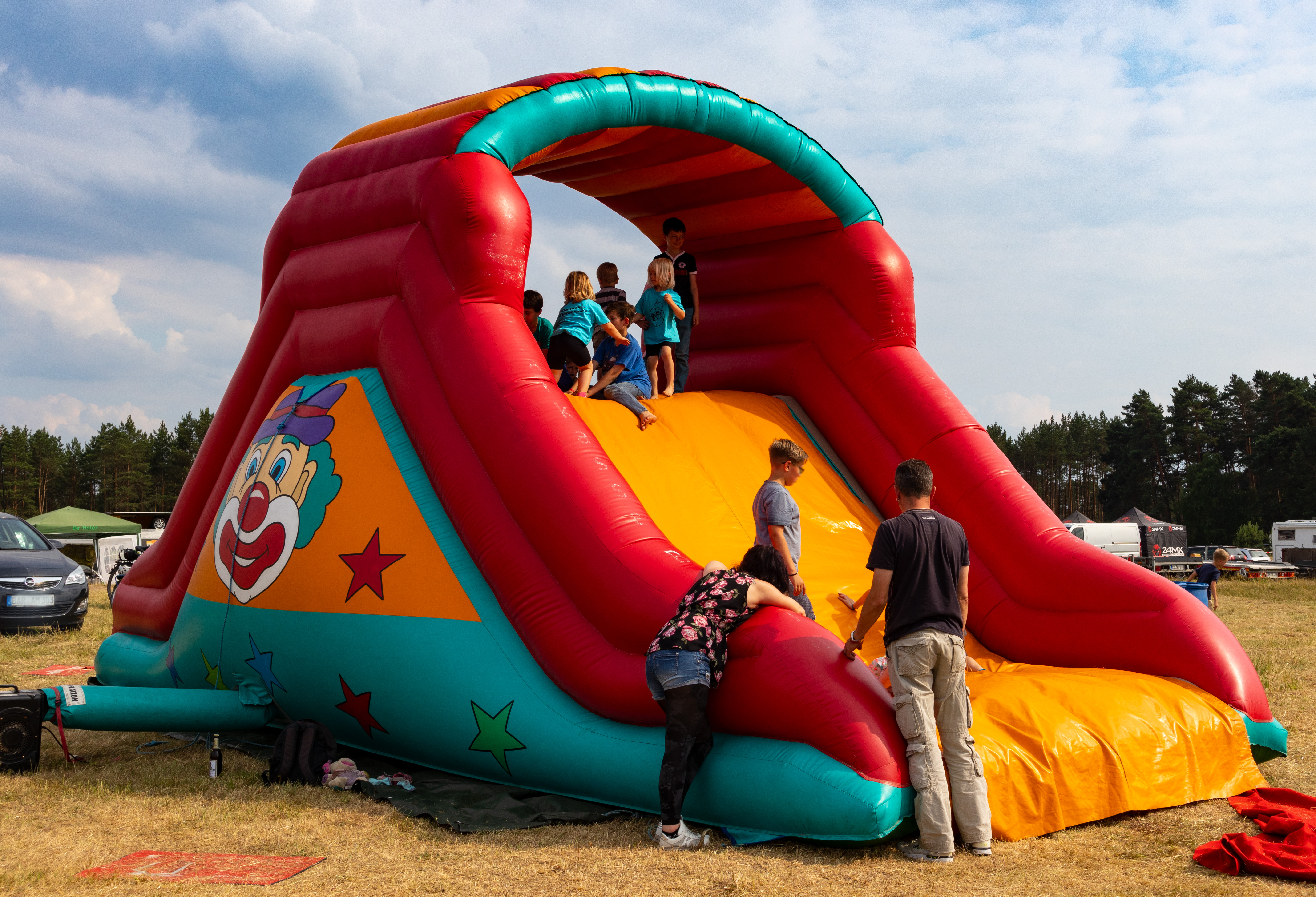
Tobogán inflable

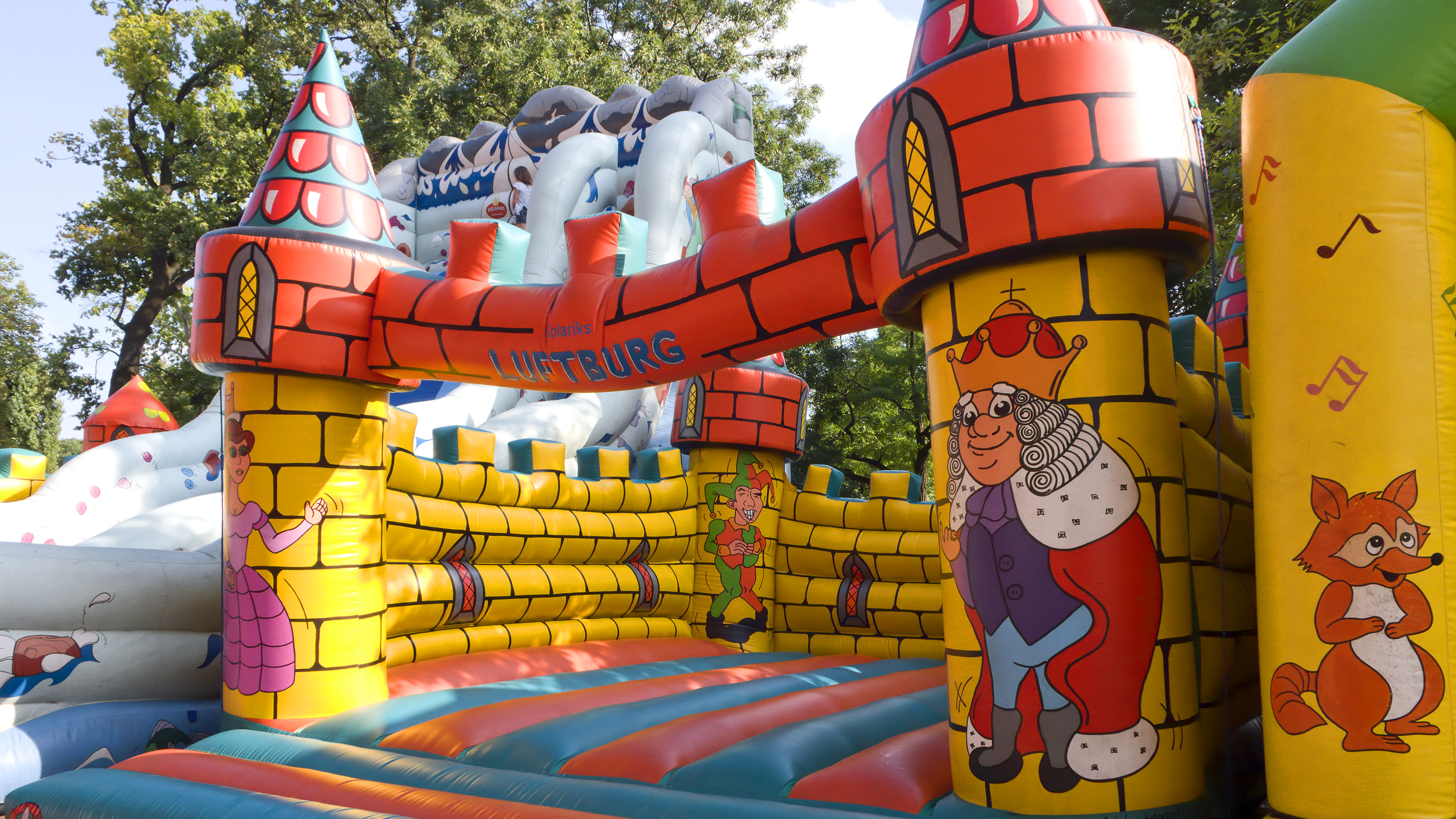
Castillo inflable en Austria

Los juegos inflables o hinchables son estructuras que con aire adoptan diversas formas como castillos o laberintos y son muy utilizados en eventos infantiles así como también en campañas publicitarias donde se realiza alguna performance. Estos juegos se encuentran confeccionados en telas de lona resistentes de muchos colores que soportan el calor y la presión. Los juegos inflables vienen en distintas formas, modelos, y tamaños adaptándose a diversas necesidades.

## Materiales de confección

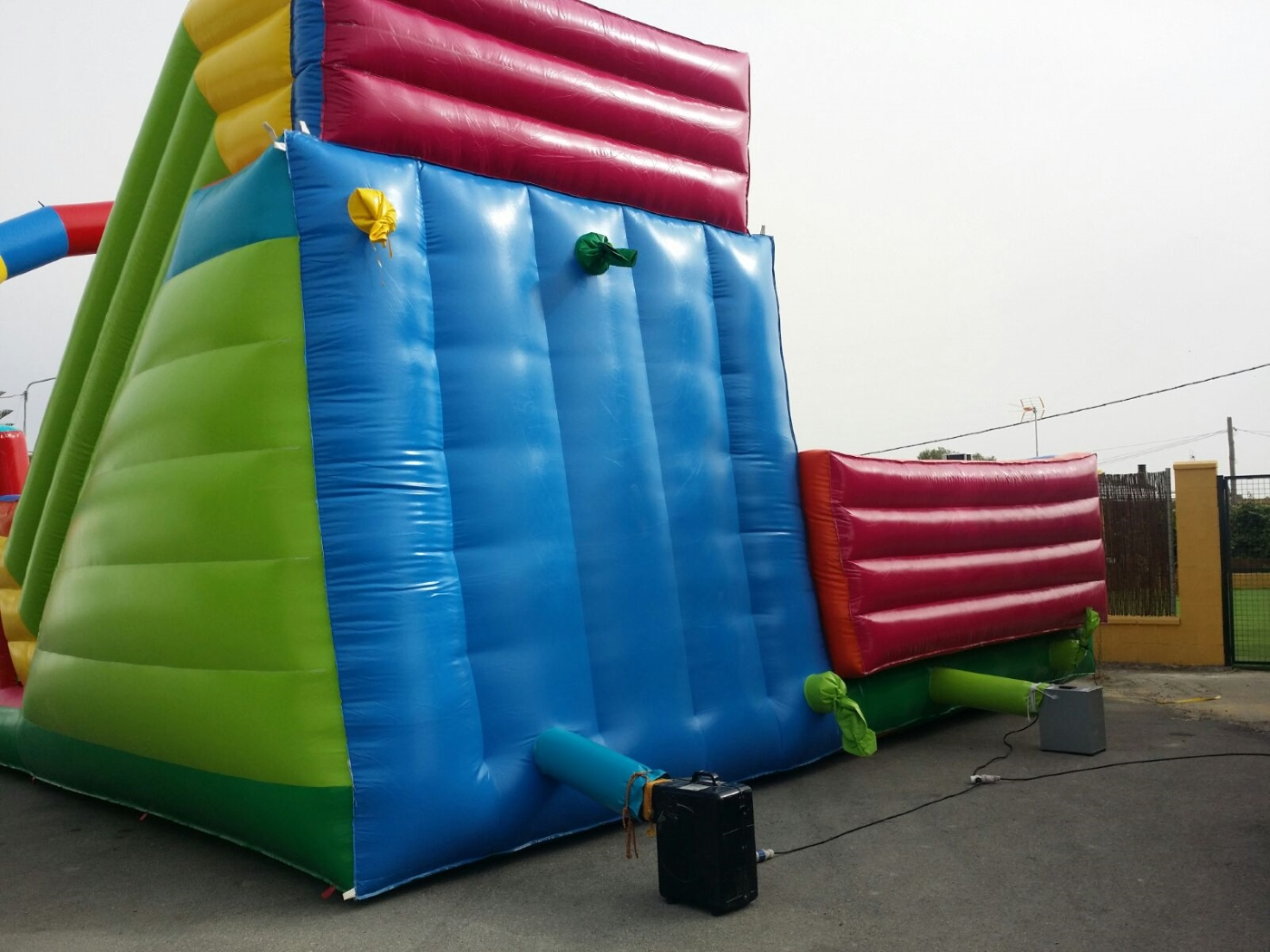
Turbina de aire para castillo hinchable

El material por excelencia de los juegos inflables son las lonas, que pueden ser de distintas marcas pero siempre son lonas de alto rendimiento y alta resistencia a los desgarros, abrasiones y punzamientos. Las más conocidas están formadas por hilos de poliéster importados más resinas de PVC necesarias para cumplir con las normas de seguridad establecidas. 
Por otro lado las redes que lo componen suelen ser de nailon y poseen de dos hasta cuatro costuras reforzadas dependiendo de la zona. Los pegamentos son específicos para este tipo de estructuras, normalmente de PVC líquido atóxico.

## Equipos de aire
Para llenar estas estructuras de aire, el componente que les da forma, se utilizan equipos de motor, sopladores monofásicos y turbinas que tienen la capacidad de poner en funcionamiento un juego en poco tiempo. Los cables están envainados para la seguridad de los usuarios, las carcasas cubiertas y tienen teclas de corte.

## Normas de calidad

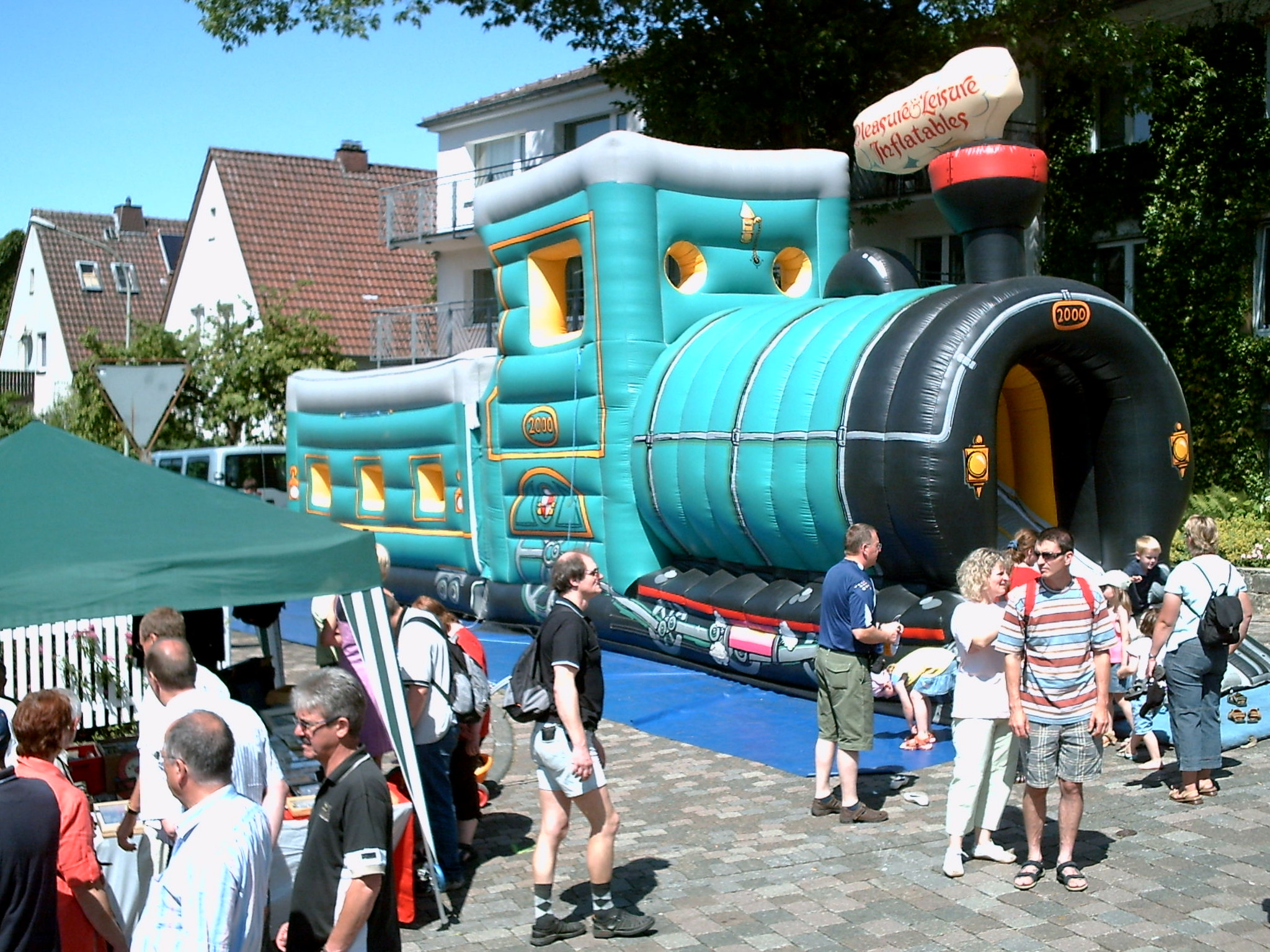
Juego inflable con forma de tren

Existen normas de seguridad que establecen procesos en común para asegurar la calidad de estos juegos, entre ellas las establecidas en Argentina por el IRAM (Instituto Argentino de Normalización y Certificación) y el Instituto Nacional de Tecnología Industrial (Instituto Nacional de Tecnología Industrial)

## Juegos inflables infantiles
Para el público infantil se suelen hacer formas de personajes o dibujos animados con múltiples colores. Entre las formas destacadas se encuentran los castillos hinchables, toboganes, rampas, casas, rings, barcos, cabinas y más, de acuerdo a la creatividad de los diseñadores o los personajes de moda.

## Juego inflables publicitarios
El ámbito de la publicidad utiliza como innovación las instalaciones de estructuras inflables para generar imágenes de impacto y así entretener a su público. Arcos, bolas, globos y figuras adaptadas a las necesidades de la marca.

## Los beneficios

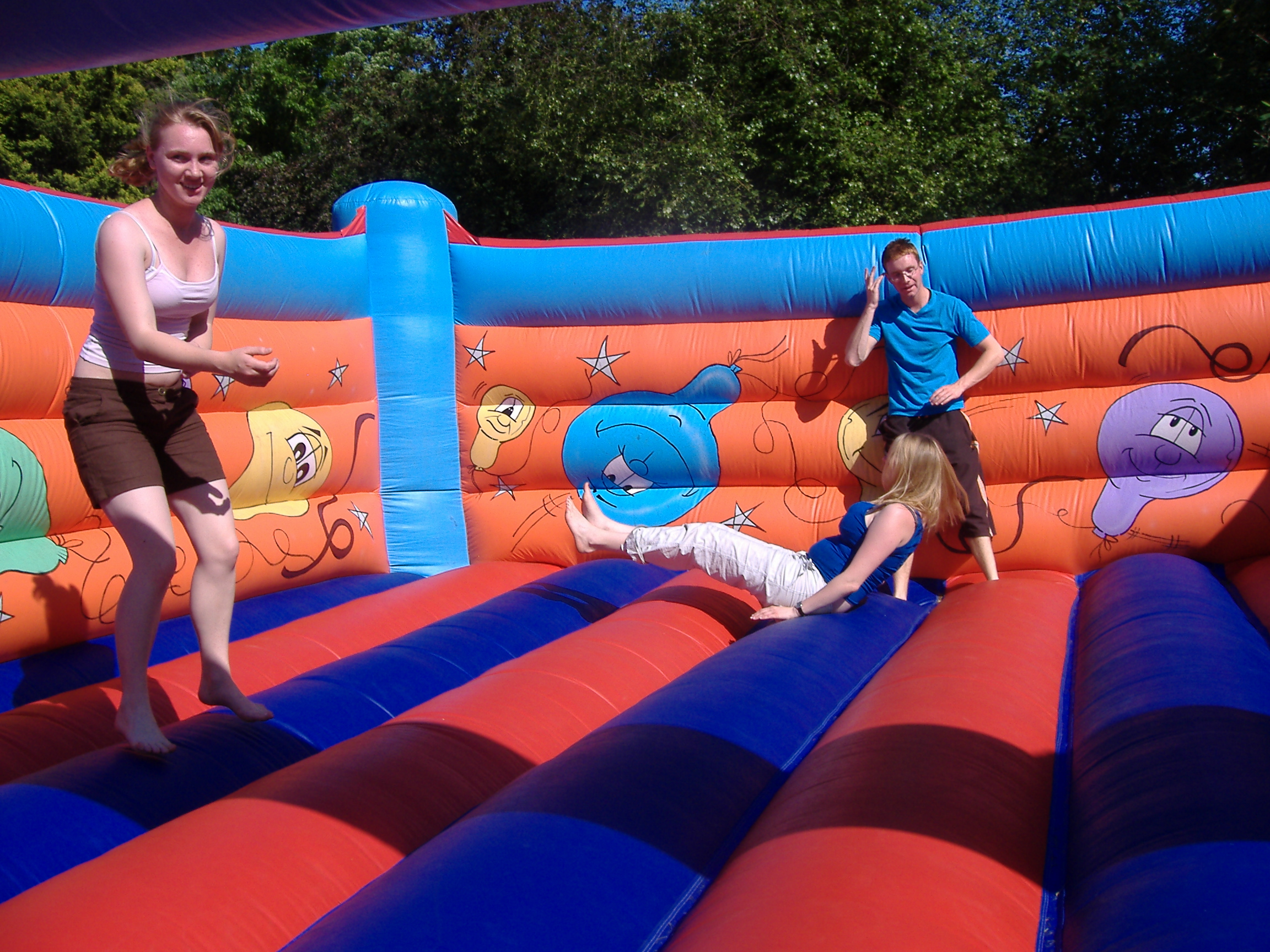
Jóvenes saltando en un castillo hinchable

Los juegos inflables en los niños, sobre todo cuando se presentan al aire libre, demuestran múltiples beneficios para su desarrollo. Desde el aspecto físico hasta el emocional y el intelectual. Por lo general motivan al niño a encontrar salidas y escondites, o armar una estrategia para salir o acceder a una parte determinada del juego. A su vez realizan actividad física al saltar, subir, bajar, escalar, correr y demás acciones que contribuyen al desarrollo de músculos y huesos, a la oxigenación de su sistema. Si es al aire libre mejor; la exposición cuidada al sol permite la absorción de la vitamina D esencial para la absorción del calcio y el magnesio en los huesos.